# Reiff für die Insel – Katharina und die Dänen
Reiff für die Insel – Katharina und die Dänen ist ein deutscher Fernsehfilm von Oliver Schmitz aus dem Jahr 2014 mit Tanja Wedhorn in der Hauptrolle. Es ist die dritte Episode der ARD-Krimireihe Reiff für die Insel.

## Handlung
Katharina Reiff, die inzwischen ihre Zulassung als Anwältin erhalten hat, muss sich um eine Reihe von Lebensmittelvergiftungen kümmern. Die meisten Betroffenen haben zuvor im Strandlokal „Düne“ Makrele gegessen. Unter ihnen ist auch der Buchautor Jonas Mikkelsen, dessen Verlag die Inhaber des Strandlokals auf Schadensersatz verklagen will. Katharina sitzt zwischen den Stühlen, weil die Inhaber der „Düne“ ihre Freunde Thies und Helge Quedens sind. Sie beschließt, die Quedens zu vertreten, trotz ihrer Sympathie für Mikkelsen, der nach dem Verlust seiner Brille sehr hilflos erscheint. 
Bei der Suche nach Hinweisen muss Katharina gegen ihre eigene Tochter Nele ermitteln, da diese sich mit ihrem Freund und Arbeitgeber Finn Feddersen auf illegale Geschäfte mit dänischen Händlern eingelassen hat. Thies und Katharina sind fest entschlossen, Finn und Nele zu helfen. Sie schmieden einen Plan, wie sie Finn aus dem Vertrag mit den Dänen herausholen können, denn die dänischen Händler hatten Finn bereits einen Denkzettel verpasst, um ihm zu demonstrieren, was passieren könnte, wenn er ihnen ihre Fische nicht auch weiterhin abnehmen sollte. 
Thies trommelt ein paar Inselbewohner zusammen, darunter auch Polizist Finnsen, und fährt mit Finn aufs Meer hinaus, wo sie sich mit den Dänen treffen wollen. Hier inszenieren sie mit Krimiautor Mikkelsens Hilfe und unter seiner Regie eine Geschichte. Angeblich musste Finn jemanden umbringen, weil der zu viel wusste, und nun sollen die Dänen ihn auf hoher See „entsorgen“. Das schockiert die Männer dann doch und sie machen sich mit ihrem Kutter so schnell es geht auf Nimmerwiedersehen davon. Auch Mikkelsen verlässt die Insel wieder, in seinem Gepäck befindet sich eine Idee für sein nächstes Buch. 
Nachdem Katharinas Mutter sich überfordert sieht, die Pension allein weiterzuführen, erklärt sich ihre Enkelin Nele bereit, das Gästehaus übernehmen zu wollen.

## Veröffentlichung
Reiff für die Insel – Katharina und die Dänen wurde am 12. September 2014 zur Hauptsendezeit im Programm der ARD Das Erste erstgesendet.

## Kritik
Tilmann P. Gangloff befand auf tittelbach.tv: „Der dritte Teil der ARD-Degeto-Reihe ‚Reiff für die Insel‘ mit Tanja Wedhorn ist ein schönes Beispiel für die intelligente Variation des Immergleichen. Auch dieses Mal gilt auf Föhr dasselbe Prinzip: Drei sind einer zuviel. ‚Katharina und die Dänen‘ ist vor allem ein Schauspielerfilm. Maximilian Brückner erweist sich als großer Komödiant, und Jan-Gregor Kremp ist als melancholischer Romantiker ein wunderbares Pendant zu Wedhorn, die mit Glaubwürdigkeit, sympathischem Auftreten & einem reizvollen Hüftschwung punktet.“
Die Kritiker der Fernsehzeitschrift TV Spielfilm sahen „ein recht gut gemachtes Heimatabenteuer mit ’nem Hauch Kalauerkrimi und frischer Nordseebrise“ und resümierten: „Inselspaß mit moderatem Wellengang“.